# علف‌انبانی بخشه استرالیس
علف‌انبانی بخش استرالیس (نام علمی: Utricularia sect. Australes)، بخشی از سرده علف‌انبانی است. سه گونه موجود در این بخش، گیاهان گوشت‌خوار خشکی‌زی، کوچک و بومی استرالیا و نیوزلند هستند. پیتر تیلور (Peter Taylor) در اصل این بخش را در درمان آرایه‌بندی سرده خود در سال ۱۹۸۹ توصیف و منتشر کرد و گونه‌ها را از بخش میونولا (Meionula) جدا کرد. تیلور در ابتدا این بخش را در زیرسرده علف‌انبانی قرار داد. داده‌های تبارزایی جدیدتر و بازبینی‌ها، زیرسرده دودریچه را احیا کرده و این بخش را در آن قرار داده‌اند.